# Cyrtopodium brunneum
Cyrtopodium brunneum är en orkidéart som beskrevs av João Aguiar Nogueira Batista och Bianch.. Cyrtopodium brunneum ingår i släktet Cyrtopodium, och familjen orkidéer. Inga underarter finns listade i Catalogue of Life.

## Bildgalleri

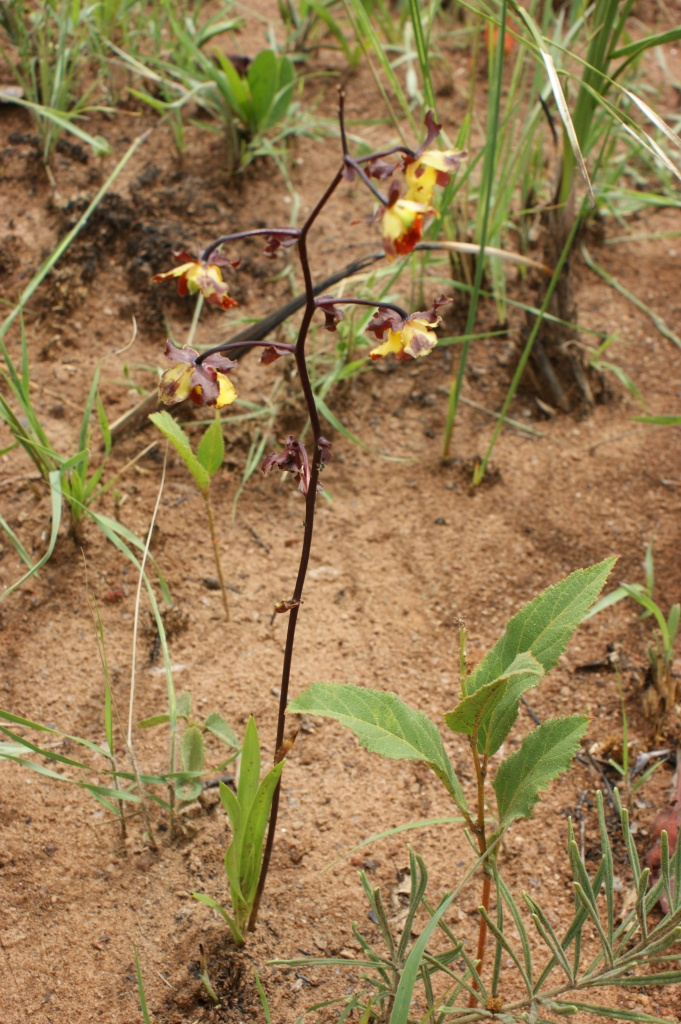